# عصای اسرارآمیز
عصای اسرارآمیز (به زبان فرانسوی: Le Sceptre d'Ottokar) هشتمین کتاب از مجموعهٔ کتاب‌های مصور ماجراهای تن‌تن و میلو است. این کتاب نخستین بار در سال ۱۹۳۹ میلادی توسط هرژه نوشته، طراحی و به چاپ رسید.
موضوع دربارهٔ دو کشور خیالی همسایه و دشمن به نامهای سیلداویا و بوردوریا است. بوردوریایی‌ها به کمک جاسوسان خود موفق به دزدیدن عصای پادشاه سیلداویا شده، شاه را مجبور به استعفا می‌نمایند؛ ولی در نهایت تن‌تن موفق به پس گرداندن عصا به سیلداویا می‌شود. نام شخصیت منفور و خیانتکار داستان، موستلر که صدراعظم است ولی به شاه خیانت می‌کند ترکیبی از نام موسولینی و هیتلر است.

## چاپ اول
- در ایران (ترجمه فارسی): انتشارات ونوس
- در بریتانیا: Casterman

## تعداد صفحات
- در ایران: ۶۲ صفحه
- در بلژیک: ۶۲ صفحه
- در انگلیس: ۶۲ صفحه
- در آمریکا: ۶۲ صفحه
- در فرانسه: ۶۲ صفحه